# Martin X-23 PRIME
Martin X-23A PRIME nebo také SV-5D bylo malé bezpilotní návratové vztlakové těleso testované letectvem Spojených států amerických v polovině 60. let 20. století. Označení PRIME bylo zkratkou Precision Reentry Including Maneuvering reEntry. X-23 byl vyvinut a postaven společností Martin Marietta pod označením SV-5D. Vývoj letounu začal v listopadu roku 1964 na objednávku od SMC divize letectva Spojených států amerických. Označení X-23 bylo přiděleno až zpětně a nebylo používáno během operačních letů.
Na rozdíl od programu ASSET(Aerothermodynamic Elastic Structural Systems Environmental Tests), primárně používaného pro strukturální výzkum a výzkum vlivu teplot, byl X-23A PRIME vyvinut pro získání zkušeností s manévrováním při vstupu tělesa zpět do zemské atmosféry. Během manévrů se letoun odchýlil příčně až o 617 námořních mil (710 mil; 1143 km) od směru původní balistické dráhy. Byly vyrobeny 4 demonstrátory, z nichž dva byly zničeny při testech, zbylé dva demonstrátory jsou muzejními exponáty.

Pro vynášení SV-5D byla používána raketa Atlas SLV-3.

## PRIME a START
Projekt PRIME byl součástí většího programu označovaného jako START(Spacecraft Technology and Advanced Reentry Test). V rámci tohoto projektu měl SV-5D nasbírat data vztahující se k řízenému návratu vztlakového tělesa zemskou atmosférou. Přičemž stroje SV-5D byly zaměřeny na vstupní fázi vstupu tělesa do atmosféry a na velmi vysoké nadzvukové rychlosti až do rychlosti Mach 2. Aby bylo možné posoudit účinnost ablativního teplotního štítu, měly být letouny X-23 zachytávány ze vzduchu. Na letouny X-23 pak navázal další typ výzkumného letounu od stejné společnosti X-24. X-24 byl pak zaměřen na let nadzvukovou rychlostí a přistání vztlakového tělesa.

## Design

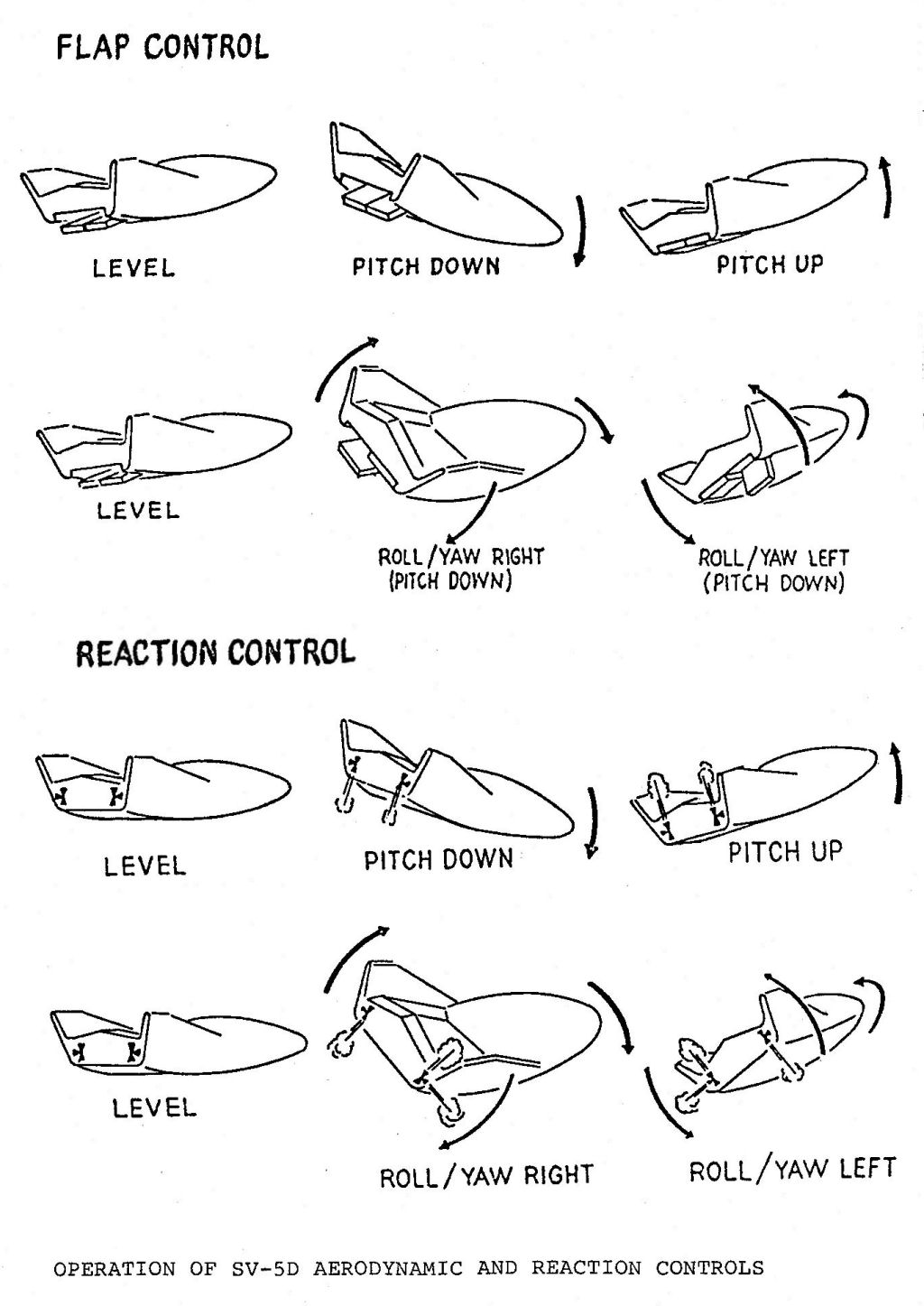
SV-5D ovládání letounu pomocí klapek nebo reaktivního pohonu

Vztlakové těleso X-23A bylo vyrobeno převážně z titanové slitiny 2014-T6, některé části pak byly vyrobeny z berylia, nerezové oceli a hliníku.
 Stroj se skládal ze dvou sekcí. Zadní hlavní konstrukce a odnímatelné přední sekce. Konstrukce vztlakového tělesa byla zcela pokryta ablativním tepelným štítem o tloušťce 0,75 do 2,75 palců v (19 až 70 mm) a kryt nosu bylo vyroben z uhlíkového fenolického materiálu vyvinutým společností Martin. 

Ovládání zajišťovala dvojice spodních vztlakových klapek o velikosti 305 mm × 305 mm, pevné horní vztlakové klapky a směrovky. Mimo zemskou atmosféru byl pro ovládání použit systém reaktivního pohonu s využitím plynu dusíku. Po zpomalení na Mach 2 došlo k vypuštění ballutu(druh padáku)  a následnému dalšímu zpomalení sestupu demonstrátoru. Poté měl být  zachycen ještě ve vzduchu speciálně upraveným letounem JC-130B Hercules.

## Letové zkoušky
První PRIME byl vypuštěn z Vandenberg AFB dne 21. prosince 1966 na vrcholu nosné rakety Atlas SLV-3. Tato mise simulovala návrat na nízkou oběžnou dráhu Země s nulovým příčným dosahem. Ballut byl vypuštěn ve výšce 30 434 m. Vypuštění brzdícího padáku se nezdařilo úplně a demonstrátor narazil do Tichého oceánu.
Druhý stroj uskutečnil start 5. března 1967. Tento let simuloval návrat letounu s odchýlením o 654 mil (1053 kilometrů) od neřízené sestupové trasy a náklon během nadzvukových rychlostí. Po inspekčním průletu bylo usouzeno, že nelze bezpečně vytáhnout X-23A na palubu záchytného letounu JC-130B. Výsledkem bylo, že X-23A přístal do moře. Následně se letoun na rozbouřeném moři oddělil od svého flotačního „balónu“ a s padákem se potopil, než mohla dorazit nedaleká loď, aby jej vylovila z oceánu.
Poslední mise X-23 PRIME proběhla 19. dubna 1967 a simulovala návrat z nízké oběžné dráhy Země pomocí 617 nmi (710 mi; 1143 km) cross-range. Tentokrát všechny systémy fungovaly perfektně a X-23A se úspěšně vrátil. Inspekce provedená týmem USAF-Martin hlásila, že X-23 je „připraven k opětovnému letu“. Žádné pozdější mise nebyly uskutečněny, neboť USAF z důvodu úspor program ukončila. Nevyužitá 4. raketa pro program PRIME byla upravena na Atlas-SLV3 Burner-2.
Třetí letoun X-23A a nezalétaný čtvrtý letoun jsou nyní k vidění v Národním muzeu leteckých sil USA na letecké základně Wright-Patterson v Ohiu.  

## Specifikace (X-23A)
- Délka: 2,03 m
- Výška: 0,86 m
- Rozpětí: 1,22 m
- Prázdná hmotnost: 406 kg

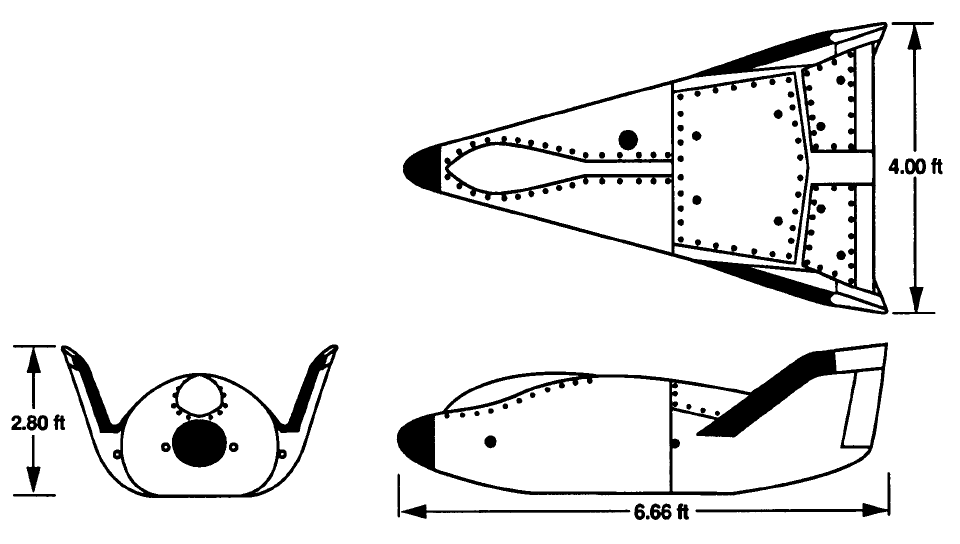
Nákres SV-5D

- Pohonná jednotka:  Trysky reaktivního pohonu využívající dusík

Výkony
- Maximální rychlost: 14,388 kn (16,557 mph, 26,647 km/h)
- Maximální rychlost: Mach 25
- Klouzavost při hypersonickém letu: 1:1
- Dostup: 152 400 m (odhad)[1]